# نيتفليكس الرسوم المتحركة
نيتفليكس الرسوم المتحركة (بالإنجليزية: Netflix Animation) هي شركة تابعة لاستوديوهات الرسوم المتحركة الأمريكية تابعة لشركة نتفليكس. ينتج الاستوديو ويطور برامج الرسوم المتحركة والأفلام الروائية بشكل أساسي.

## التاريخ
عندما بدأت نتفليكس في إنتاج محتوى رسوم متحركة أصلي في عام 2013, تم إنتاجها جميعاً بواسطة شركات خارجية, معظمها تلفزيون دريم ووركس للرسوم المتحركة. ومع ذلك, في تشرين الثاني 2018, تم الإعلان عن قيام نتفليكس بتطوير مشاريع رسوم متحركة أصلية داخل الشركة بما في ذلك كيد كوزميك وعائلة ويلوبي.

## فيلموغرافيا

### مسلسلات تلفزيونية

#### القادمة
| عنوان                         | المصمم / المطور | تاريخ النشر | الإنتاج المشترك                                           | ملاحظات                             |
| ----------------------------- | --------------- | ----------- | --------------------------------------------------------- | ----------------------------------- |
| كيد كوزميك                    | كريغ مكراكين    | 2 شباط 2021 |                                                           | [ 2 ]                               |
| آدا تويست, عالم               | كيري جرانت      | 2021        | يضحك البرية, أفلام الأكياس البنية, والإنتاج الأرضي العالي | [ 3 ]                               |
| DeadEndia                     | هاميش ستيل      | 2021        | صناعات بلينك                                              | [ 4 ]                               |
| أنا قلب أرلو                  | ريان كريغو      | 2021        | Titmouse، Inc.                                            | متابعة لفيلم Arlo the Alligator Boy |
| مايا والثلاثة                 | خورخي جوتيريز   | 2021        |                                                           | مسلسل قصير                          |
| سلسلة القنفذ سونيك بدون عنوان | يُعلن لاحقًا      | 2022        | سيجا ودي اتش اكس ميديا ومان أوف اكشن إنترماينت            | [ 6 ]                               |

#### في التنمية
| عنوان                        | المصمم / المطور                                                        | تاريخ النشر                                                                       | ملاحظات                                                            |
| ---------------------------- | ---------------------------------------------------------------------- | --------------------------------------------------------------------------------- | ------------------------------------------------------------------ |
| Army of the Dead: Lost Vegas | جاي أوليفا                                                             | Meduzarts Animation and The Stone Quarry                                          | أنيمي على غرار برقول سلسلة لفيلم جيش الموتى                        |
| القطة المقاتلة               | مات لايزيل                                                             |                                                                                   | Interactive animated series                                        |
| Blue Eye Samurai             | ميخائيل غرينAmber Noizumi                                              | 3 فنون للإنتاج السينمائي والتلفزيوني                                              | [ 9 ]                                                              |
| Bone                         | جيف سميث                                                               |                                                                                   | [ 10 ]                                                             |
| Captain Fall                 | Jon Helgaker Jonas Torgersen                                           | LuxAnimation                                                                      | [ 7 ]                                                              |
| عالم القناطير                | Megan Nicole Dong                                                      | Rough Draft Studios                                                               | [ 11 ]                                                             |
| City of Ghosts               | Elizabeth Ito                                                          | 6 Point Harness                                                                   | [ 12 ]                                                             |
| The Cuphead Show!            | Chad Moldenhauer Jared Moldenhauer CJ KettlerDave WassonCosmo Segurson | كينغ فيوتشرز سينديكيت إنك                                                         | [ 13 ]                                                             |
| Dino Daycare                 | Jeff King                                                              | Laughing Wild                                                                     | [ 14 ]                                                             |
| Entergalactic                | Kenya Barris كيد كودي                                                  |                                                                                   | [ 15 ]                                                             |
| Ghee Happy                   | سنجاي باتل                                                             |                                                                                   | [ 16 ]                                                             |
| Inside Job                   | Shion Takeuchi                                                         | Bento Box Entertainment                                                           | [ 17 ]                                                             |
| My Dad the Bounty Hunter     | Evrett Downing Jr. Patrick Harpin                                      | Dwarf Animation Studio                                                            | [ 18 ]                                                             |
| Raise the Bar                | Fernanda Frick                                                         |                                                                                   | [ 19 ]                                                             |
| Ridley Jones                 | Chris Nee                                                              | Brown Bag Films                                                                   | [ 14 ]                                                             |
| Skull Island                 | TBA                                                                    | Legendary Television، Powerhouse Animation Studios, and Tractor Pants Productions | Anime-style series; part of Legendary Entertainment's MonsterVerse |
| Spirit Rangers               | Karissa Valencia                                                       | Laughing Wild and Superprod Animation                                             | [ 14 ]                                                             |
| توم ريدر                     | TBA                                                                    | Legendary Television and سكوير إنكس                                               | Anime-style series; follow-up to its video game reboot trilogy     |

### الأفلام الروائية
| # | عنوان        | تاريخ النشر          | مخرج          | الإنتاج المشترك                                                   | ملاحظات |
| - | ------------ | -------------------- | ------------- | ----------------------------------------------------------------- | ------- |
| 1 | كلاوس        | 8 تشرين الثاني, 2019 | سيرجيو بابلوس | Sergio Pablos Animation Studios and Atresmedia Cine               |         |
| 2 | عائلة ويلوبي | 22 نيسان, 2020       | كريس بيرن     | Bron Animation and Creative Wealth Media                          |         |
| 3 | فوق القمر    | 23 تشرين الأول, 2020 | جلان كيني     | Pearl Studio، سوني بيكتشرز إيميج وركس, and Glen Keane Productions |         |

#### القادمة
| عنوان                      | تاريخ النشر | مخرج                            | الإنتاج المشترك                                                                        | ملاحظات                   |
| -------------------------- | ----------- | ------------------------------- | -------------------------------------------------------------------------------------- | ------------------------- |
| أرلو فتى التمساح           | نيسان 2021  | ريان كريغو                      | Titmouse، Inc.                                                                         | مقدمة لمسلسل I Heart Arlo |
| العودة إلى المناطق النائية | 2021        | كلير نايت هاري كريبس            | استوديوهات Reel FX Creative و Weed Road Pictures                                       | [ 22 ]                    |
| تنين أبي                   | 2021        | نورا تومي                       | صالون الكرتون, صور الطائر المحاكي, والأفلام الموازية                                   | [ 23 ]                    |
| بينوكيو                    | 2021        | غيليرمو ديل تورو مارك جوستافسون | شركة Jim Henson و ShadowMachine و Double Dare You Productions و Necropia Entertainment |                           |
| ويندل وايلد                | 2021        | هنري سيليك                      | Monkeypaw للإنتاج, مجموعة جوثام, و Principato-Young Entertainment                      |                           |
| الهروب من القبعة           | 2022        | مارك أوسبورن                    |                                                                                        | [ 24 ]                    |
| وحش البحر                  | 2022        | كريس وليامز                     |                                                                                        |                           |

#### في التنمية
| عنوان      | مخرج             | الإنتاج المشترك | ملاحظات |
| ---------- | ---------------- | --------------- | ------- |
| أبولو 10½  | ريتشارد لينكليتر |                 | [ 25 ]  |
| فيل الساحر | ويندي روجرز      | منطق الحيوان    | [ 26 ]  |

### العروض الخاصة
| عنوان             | تاريخ النشر | المصمم / المطور          | ملاحظات     |
| ----------------- | ----------- | ------------------------ | ----------- |
| لقد فقدنا إنساننا | يُعلن لاحقاً  | كريس جاربوت ريكي أسبجورن | خيال تفاعلي |

### السراويل القصيرة
| عنوان          | تاريخ النشر         | مخرج                 | الإنتاج المشترك  | ملاحظات |
| -------------- | ------------------- | -------------------- | ---------------- | ------- |
| اللوحة الزيتية | 11 كانون الأول 2020 | فرانك إي أبني الثالث | تشاينويل للإنتاج |         |